# L'Or dans la montagne (film, 1939)
Pour les articles homonymes, voir L'Or dans la montagne.
Pour plus de détails, voir Fiche technique et Distribution.
L'Or dans la montagne est un film franco-suisse réalisé par Max Haufler, sorti en 1939.

## Synopsis
Le film relate les aventures du faux-monnayeur Farinet.

## Fiche technique
- Titre : L'Or dans la montagne
- Autre titre : Farinet ou L'Or dans la montagne
- Réalisation : Max Haufler
- Assistant-réalisateur : Jacques Mills
- Scénario : Charles-Ferdinand Vaucher, Max Haufler, Louis Robert, d'après le roman Farinet ou la fausse monnaie de Charles-Ferdinand Ramuz
- Dialogues : Arnaud Charles Brun
- Musique : Arthur Honegger et Arthur Hoérée
- Photographie : Maurice Barry et Georges Million
- Cameraman : Maurice Barry
- Assistant-opérateur : Georges Goudard
- Ingénieur du son : Constantin
- Montage : Jacques Grassi
- Scripte : Odette Bouffin
- Producteur : Charles-Ferdinand Vaucher
- Directeur de production : Fred Allaire
- Régisseur : André Viard
- Sociétés de production : Clarté-Film AG (Bâle) et Compagnie Internationale Cinématographique (Paris)
- Distribution en France : C.F.D.F.
- Pays d'origine :  Suisse |  France
- Langue : français
- Format : Noir et blanc — 35 mm — 1,37:1 — Son : Mono
- Genre : Comédie dramatique
- Durée : 90 minutes (1 h 30)   
  -  France : 12 mai 1939

## Distribution
- Jean-Louis Barrault : Maurice Farinet, un jeune paysan qui a découvert un gisement aurifère dans la montagne et se met à fabriquer de la « fausse » monnaie plus recherchée que la vraie car de meilleur aloi
- Suzy Prim : Joséphine Pellanda, la servante de l'auberge, amoureuse de Maurice
- Alexandre Rignault : Baptiste Rey
- André Alerme : Romailler, le maire du village
- Jim Gérald : Crittin, l'aubergiste du village
- Janine Crispin : Thérèse Romailler, la fille du maire dont s'éprend Maurice
- Heinrich Gretler : Charrat
- Walburga Gmür : Marie Coudray
- Georges Dimeray : Théodore de Sépibus
- Édouard Delmont : Fontana
- Sinoël : Ardévoz
- Charlie Gerval : le maître
- Jean-Mario Bertschy : Félicien
- Alfred Penay : le père Bruchet
- Julien Zermatten : un gendarme
- Max Haufler : un gendarme
- Paul Marville : Coudray
- Charles-Ferdinand Vaucher : un villageois
- Mme Bargy : une villageoise